# Фиакр

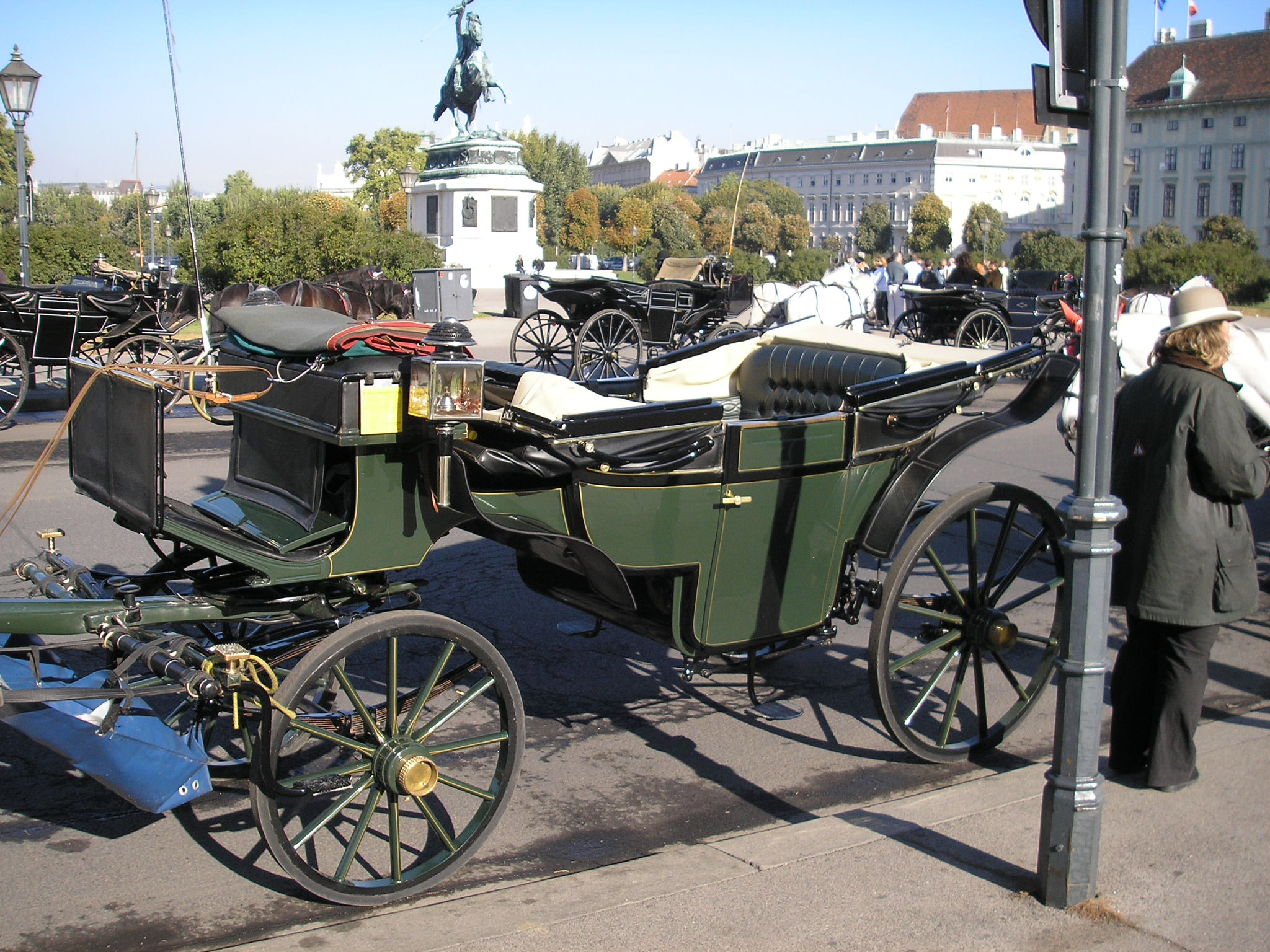
Фиакр на Хельденплац в Вене

Фиакр (франц. fiacre) — наёмный четырёхместный городской экипаж на конной тяге, использовавшийся в странах Западной Европы как такси до изобретения автомобиля.
Само слово «фиакр» произошло от названия гостиницы «Hôtel de Saint Fiacre» («Отель святого Фиакра») на улице Сен-Мартен в Париже.Напротив этой гостиницы в 1640 году открылось заведение Николя Соважа для найма карет по часам и подённо.
Дело Соважа пошло так хорошо,что скоро у него явилось много конкурентов;число фиакров размножилось,полиции пришлось издавать для них особые регламенты, а с их владельцев стали взимать особые налоги.
В настоящее время фиакры используются как средства передвижения при проведении экскурсий для туристов, путешествующих в западноевропейские страны как элемент воссоздания эпохи XVIII—XIX веков.Особенно славится конными экипажами столица Австрии—Вена,в которой расположено несколько официальных стоянок для фиакров:в Шённбрунне,в Хофбурге, на Штефансплац и т.д.

## Галерея

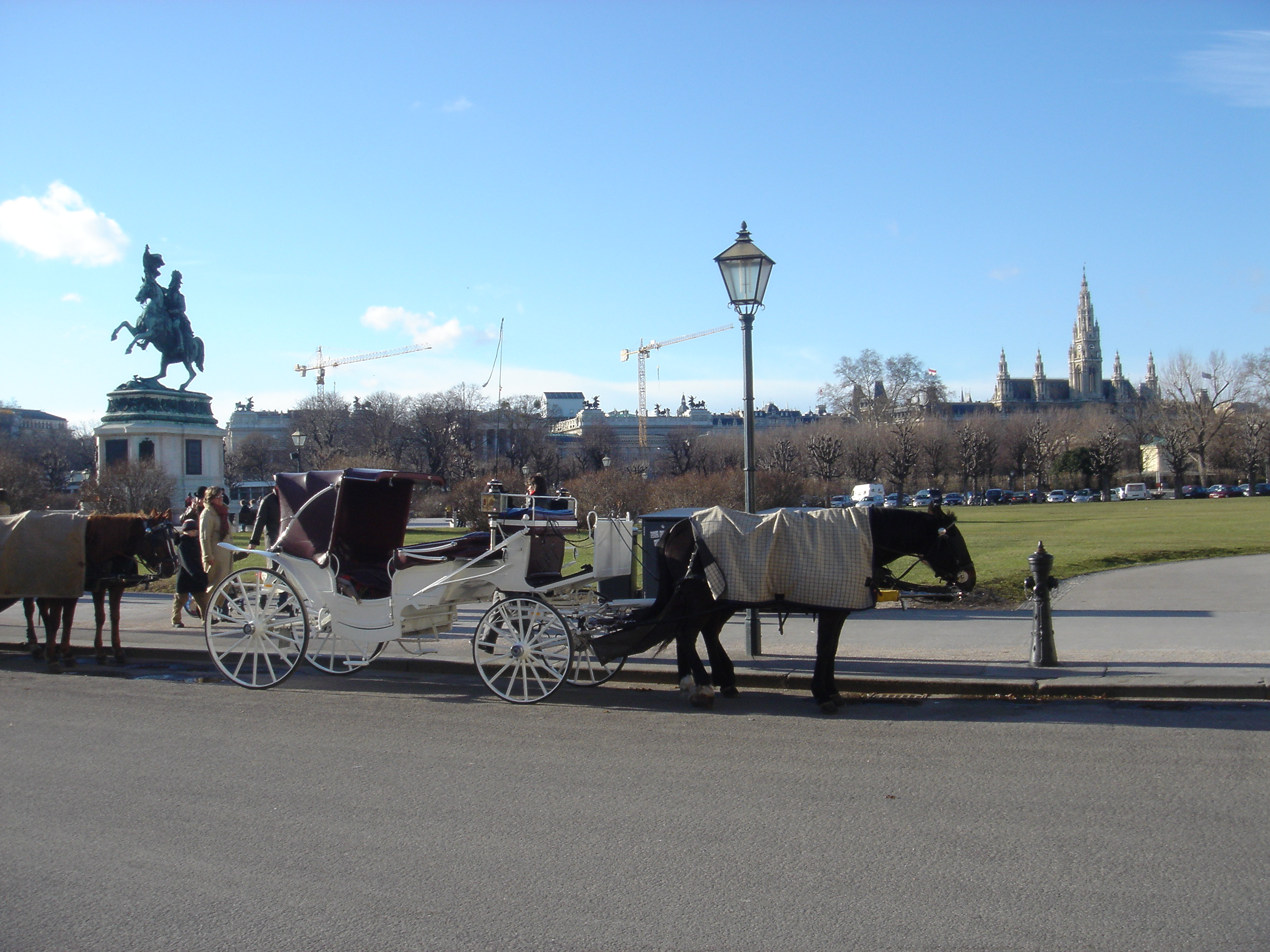
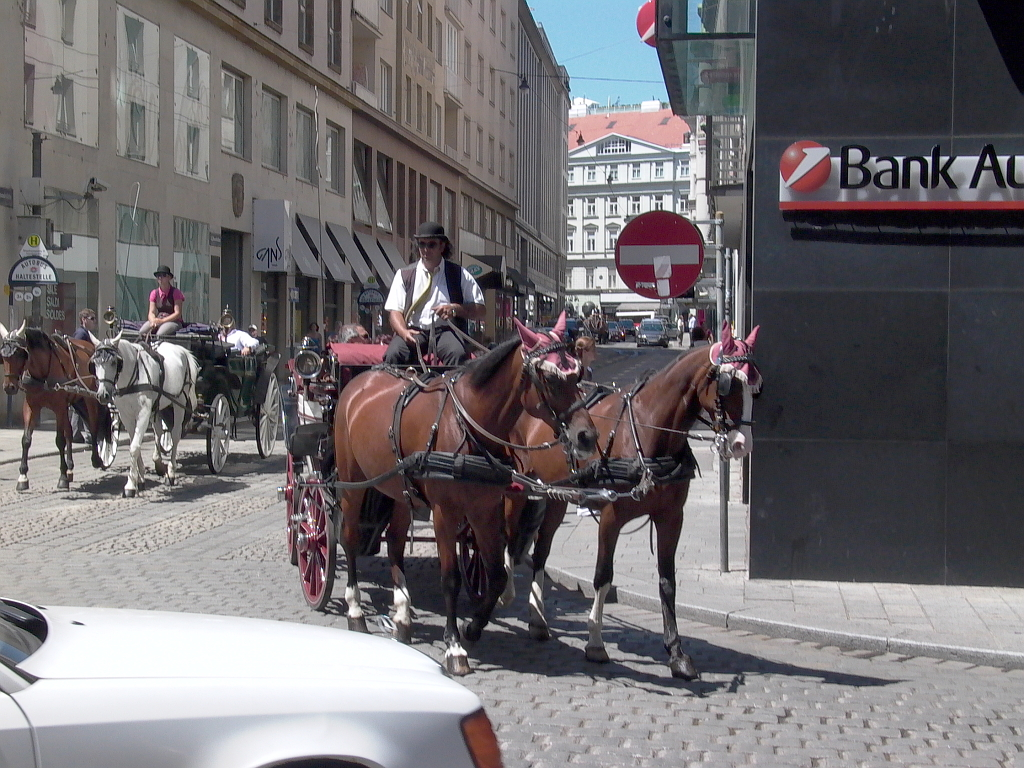
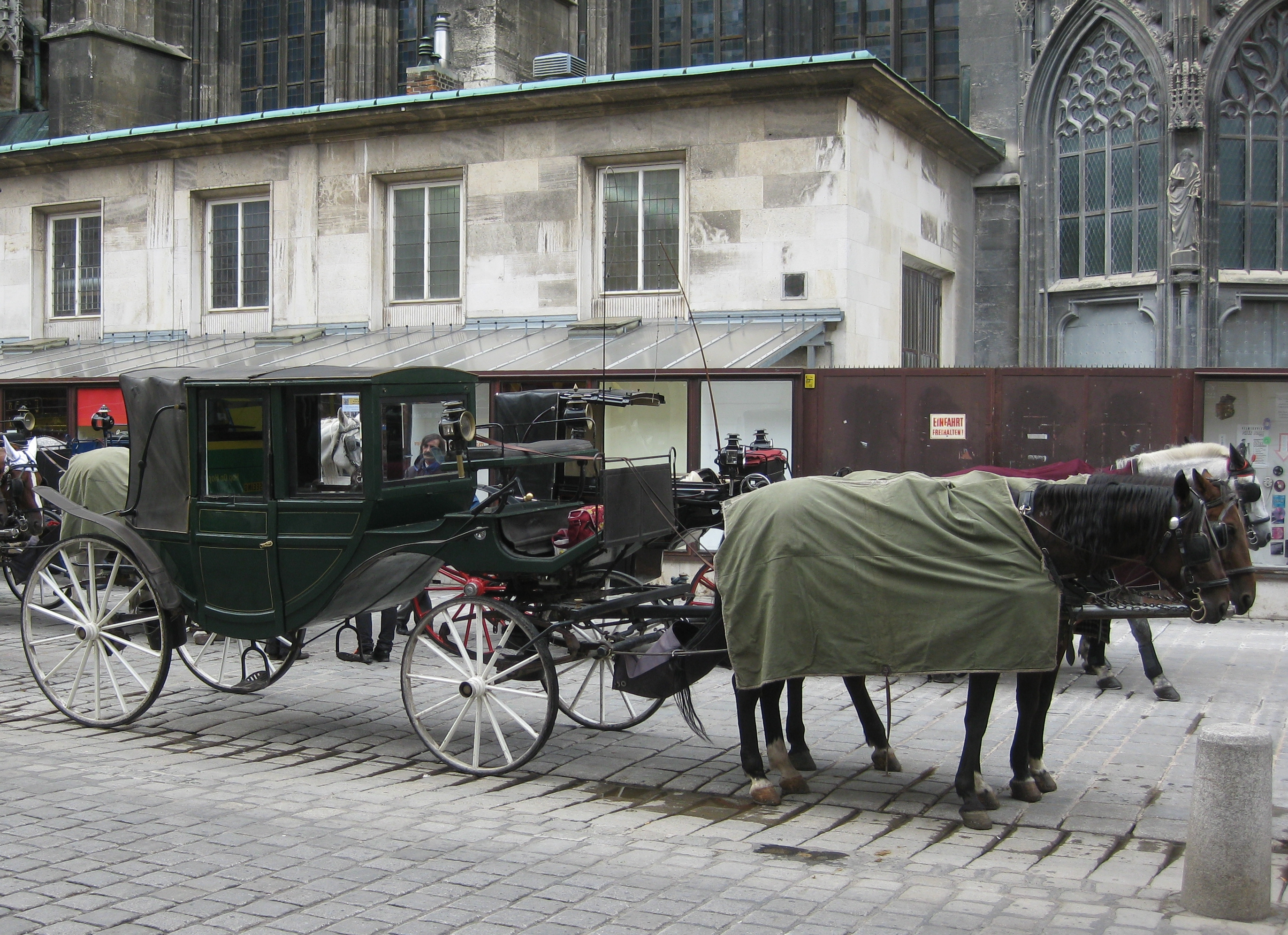
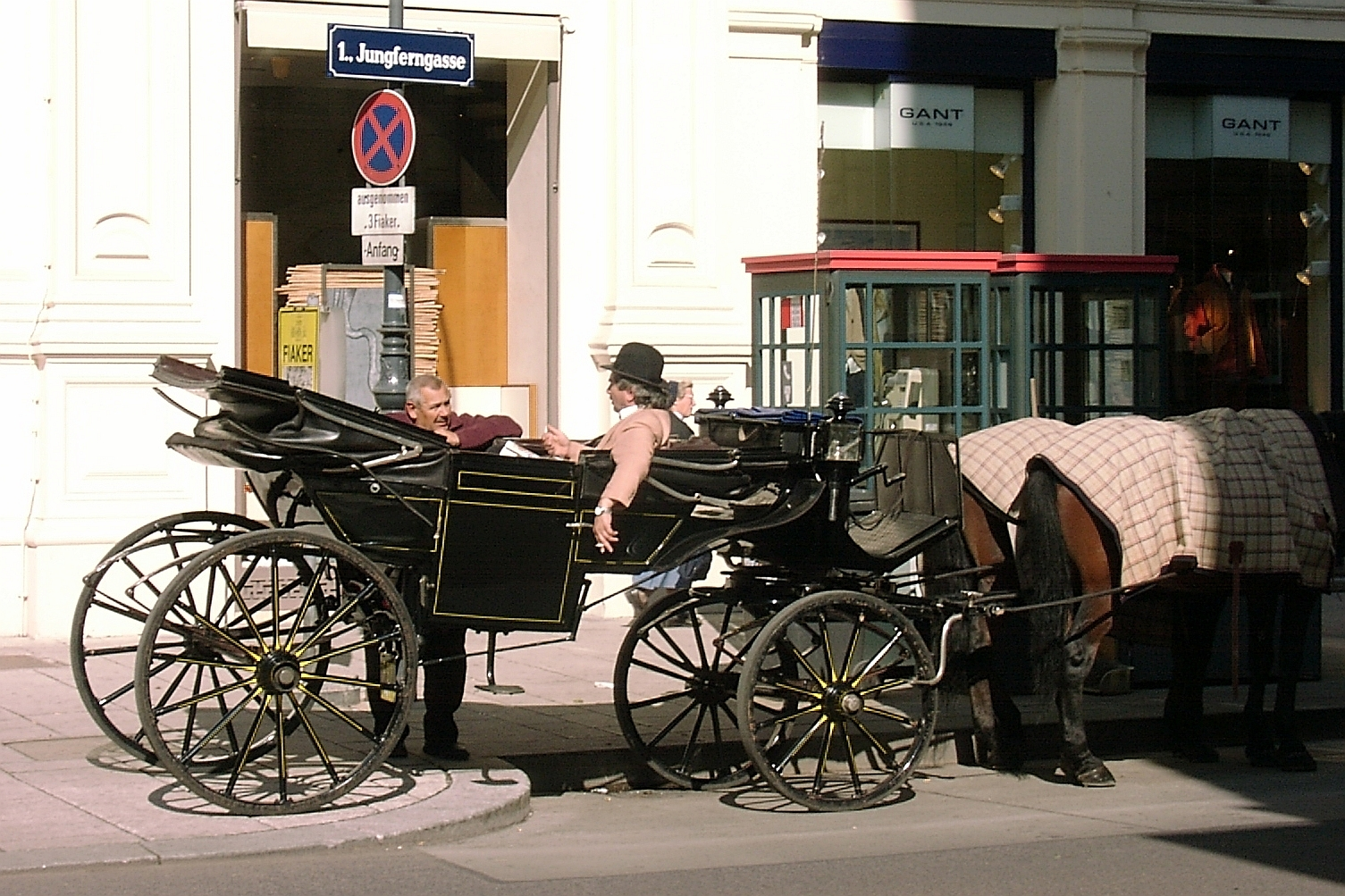
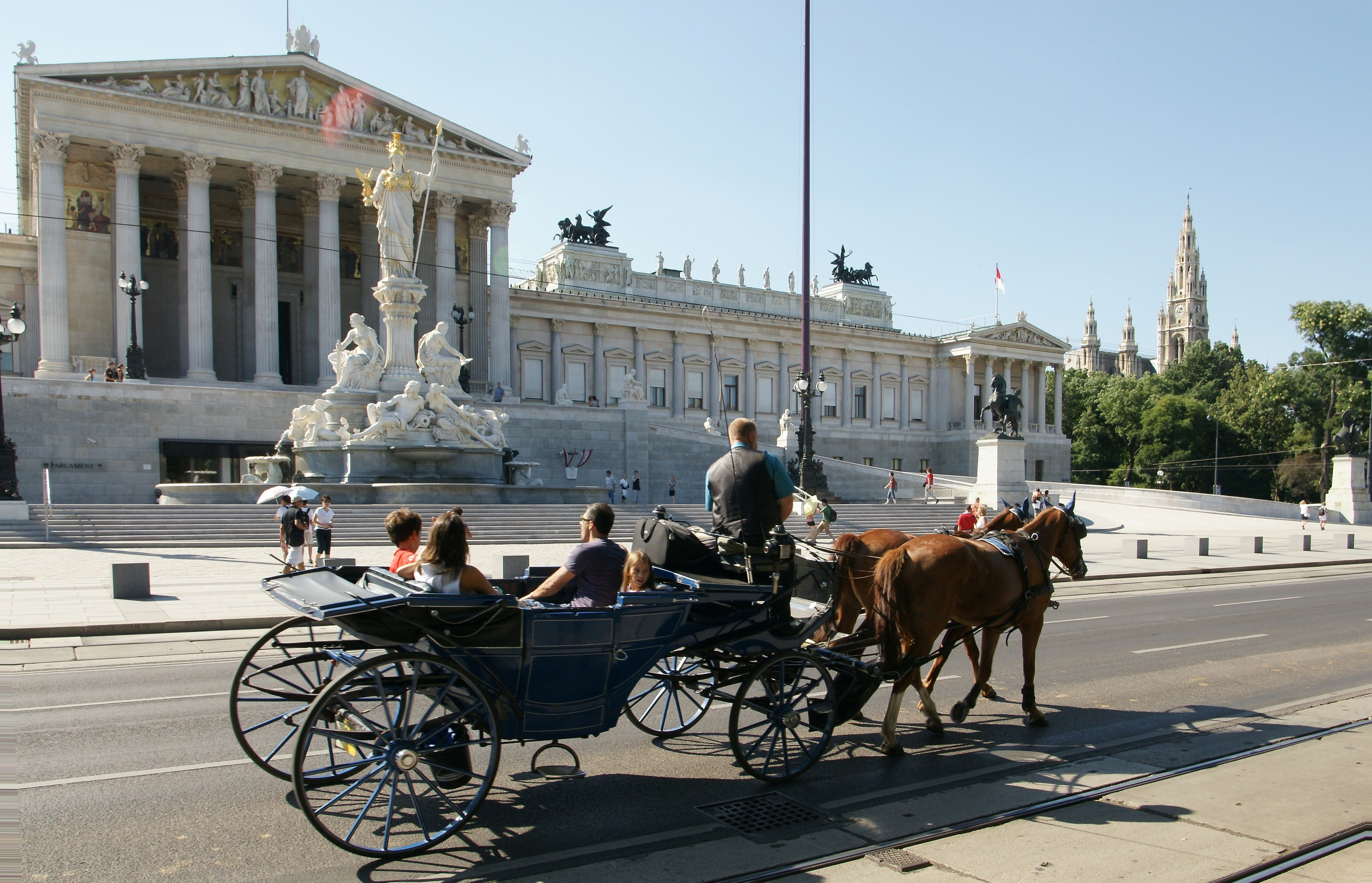
Фиакр на фоне здания австрийского парламента в Вене.
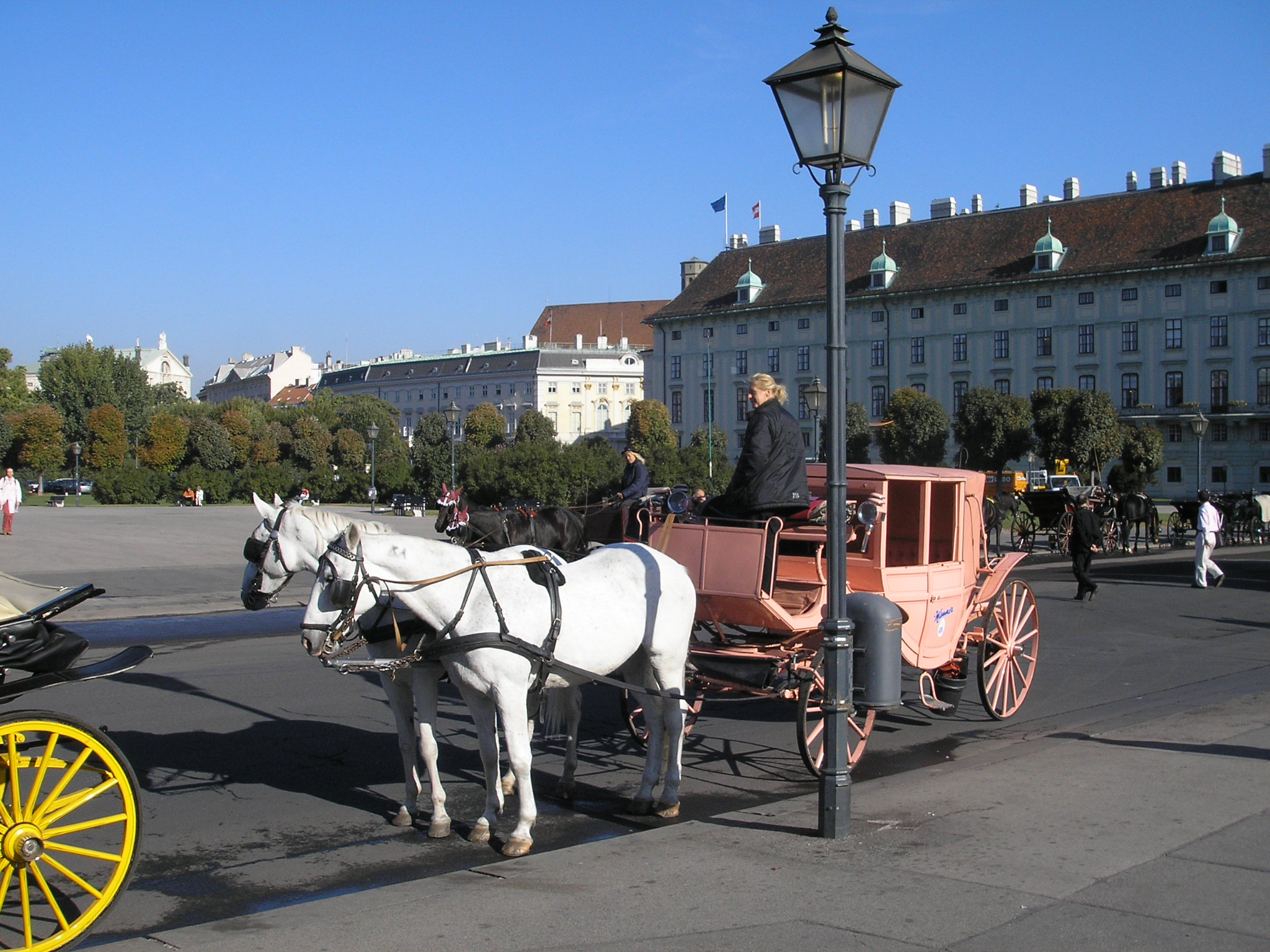